# Fanta
A Fanta gyümölcsízű üdítőital, amelyet a The Coca-Cola Company gyárt 1955 óta. 

## Története
Németországból indult az ital az 1940-es évek elején, a második világháború alatt. Mivel a háborús embargó miatt az Amerikából Európába szállított, eredeti kólaszirup beszerzése lehetetlenné vált, Max Keith, a The Coca-Cola Company német leányvállalatának vezetője elhatározta, hogy készít egy új terméket, amihez az éppen beszerezhető gyümölcsöket használták (így az ital íze mindig más volt). A név a tanácskozásból származik, amikor a cég dolgozói nem tudták eldönteni, minek nevezzék el az italt. Keith azt mondta csapatának, hogy „használják a fantáziájukat”, mire Joe Knipp, az egyik értékesítő, felkiáltott: „Fanta!”
Amikor a háború véget ért, a Coca-Cola cég visszavette az ellenőrzést a németországi üzem fölött, és beszüntette az ital gyártását, azonban 1955-ben újból árulni kezdték. Az ital híres a reklámjairól is, amelyek általában narancssárga színűek, és citromokat vagy narancsokat ábrázolnak (inkább az utóbbit).
A Fantát 1979-ben kezdte Magyarországra importálni a Szeszipari Vállalatok Trösztje. Ekkor még csak citromízesítésűt, mivel a vállalat úgy gondolta, éppen elég fajta narancsos üdítő kapható az országban. Akkor még csak koncentrátumot vásároltak, és kávézókban, bisztrókban csapolták automatából. 1988-tól már Szabadegyházán is megindult a gyártás.

## Magyarországon kapható ízek

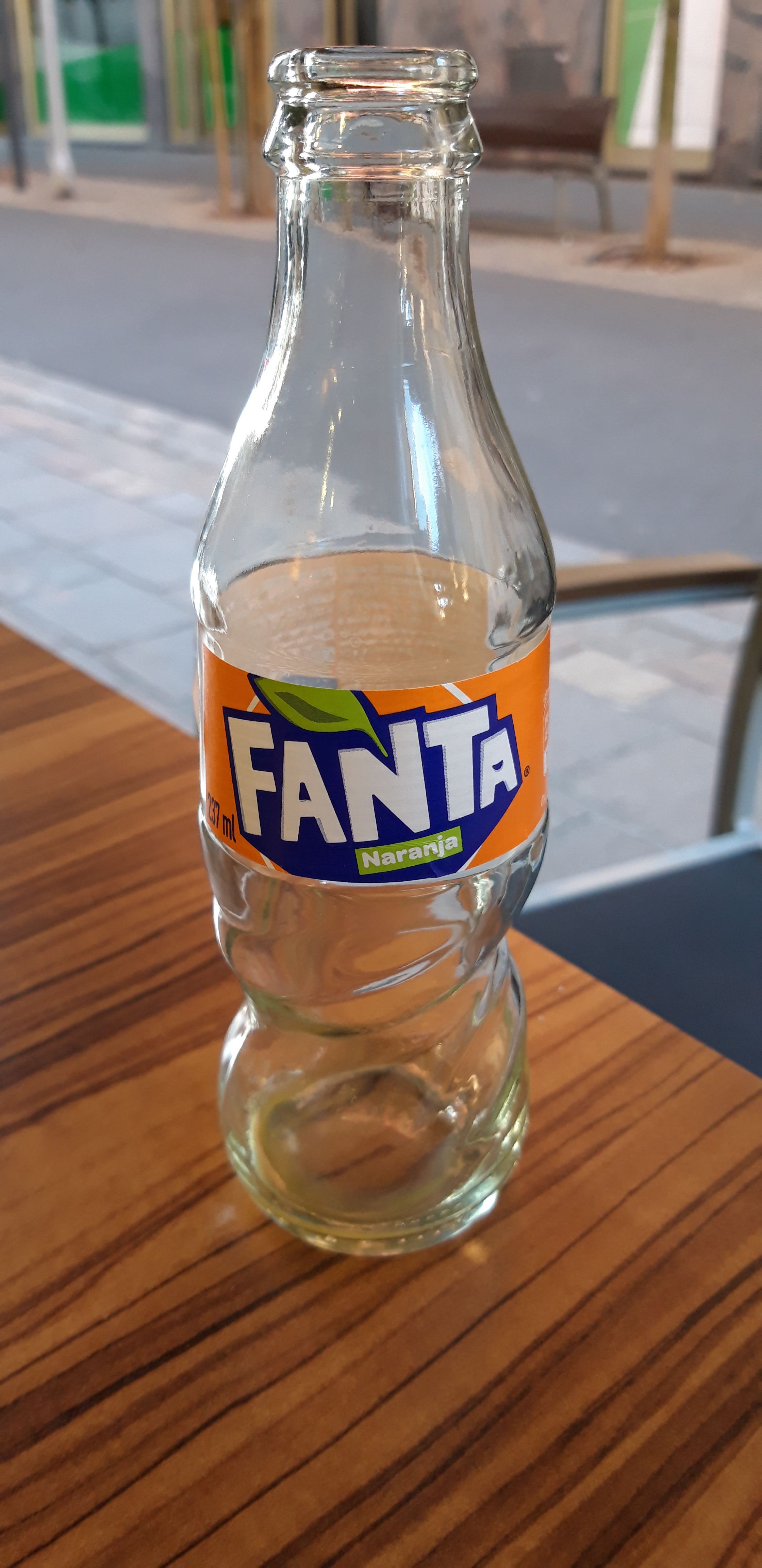
Palackozott fanta

A Fanta hivatalos webhelye szerint a következő változatok kaphatók:
- Fanta Tutti Frutti Zéró
  - PET palack: 500 ml, 1,75 liter
  - Alumínium doboz: 330 ml
- Fanta Narancs
  - PET palack: 500 ml, 1 liter, 1,75 liter, 2 liter, 2,25 liter, 2×1,75 liter
  - Alumínium doboz: 250 ml, 330 ml, 4×330 ml
  - Üveg palack (vendéglátó egységekben): 250 ml
- Fanta Narancs Zéró
  - PET palack: 500 ml, 1,75 liter, 2 liter
- Fanta Málna Zéró
  - PET palack: 500 ml, 1,75 liter
- Fanta Szőlő
  - PET palack: 500 ml, 1,75 liter
- Fanta Citrom-Bodza Zéró
  - PET palack: 500 ml, 1,75 liter